# 云翔寺

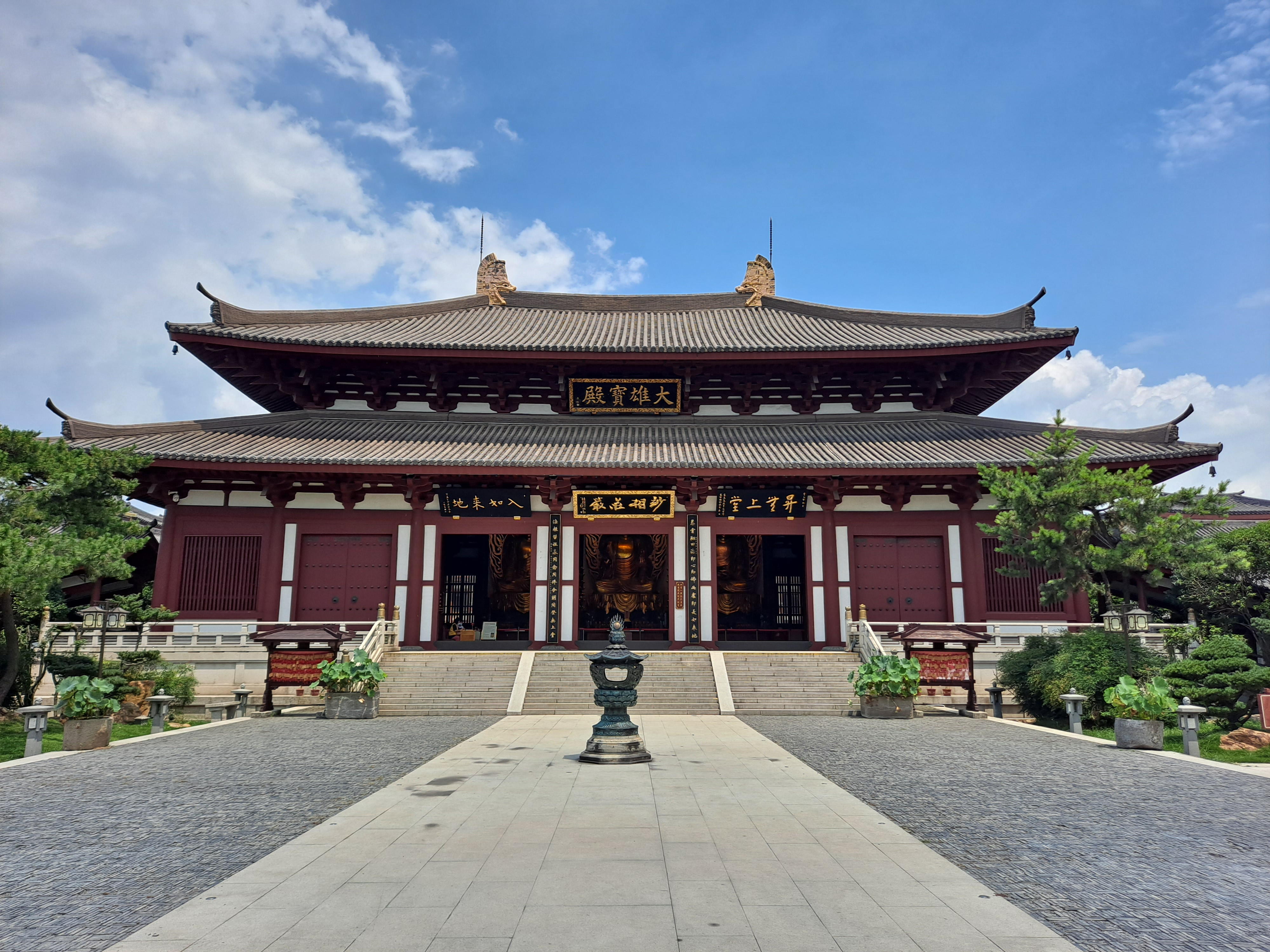
云翔寺

云翔寺原名白鶴雲翔寺，又名留云禅寺，是中華人民共和國上海市嘉定區南翔鎮的一座寺廟，建筑总面积9318平方米，內有山门殿、伽蓝殿、大势至殿、观音殿、文殊殿、普贤殿和地下建筑万佛堂、功德堂等建築。

## 歷史
元朝時聲稱該寺廟始建於南梁天監四年（505年），而根據《吴地志·后集》的記載，该寺建于唐朝开成四年（839年）。唐朝开成年间，唐文宗赐該寺廟匾額“南翔寺”。南宋绍定年間，宋理宗再次賜給寺廟“南翔寺”匾额，白鶴雲翔寺於是改名为“南翔寺”。清朝康熙三十九年（1700年），清聖祖又賜給寺廟“云翔寺”匾额，于是南翔寺又更名为云翔寺。乾隆三十一年（1766年），云翔寺發生火災。該寺廟在太平天國東征上海和抗日戰爭期間又遭到破壞，寺廟內所剩無幾。2000年2月，南翔镇人民政府決定在寺廟原址西70米處重建雲翔寺。2004年11月19日，重建後的云翔寺落成。